# Riccardo Cuor di Leone (film 1954)
Riccardo Cuor di Leone (King Richard and the Crusaders) è un film del 1954 diretto da David Butler.

## Trama
Nel 1192, il re inglese Riccardo Cuor di Leone si trova alla testa della terza crociata, una coalizione che vede combattere sotto la stessa bandiera inglesi, francesi, scozzesi, austriaci e veneziani. Il finanziatore della crociata è Corrado, marchese del Monferrato; l'avversario da battere è Saladino, capo dei saraceni. Riccardo, vittima di un complotto, viene gravemente ferito da una freccia avvelenata lanciata da un arciere sconosciuto. Temendo che il re possa morire, la regina Berengaria decide di recarsi in pellegrinaggio in un monastero nel deserto insieme a Edith, la nobile cugina che appartiene alla famiglia reale. Riccardo manda insieme alla due dame Kenneth, un leale cavaliere scozzese. Mentre sta perlustrando il territorio, Kenneth incontra un saraceno che lo conduce a un'oasi dove conosce l'emiro Ilderim, emissario di Saladino e famoso medico. Quando Ilderim viene a sapere che la vita del suo nemico può essere stata messa in pericolo dai suoi saraceni, si offre di curarlo: se il re inglese recupererà la salute, la guerra andrà risolta da un duello tra lui e Saladino stesso.
Benché i due, Kenneth e Ilderim, incappino in una trappola della fazione dei baroni avversi a Riccardo, riescono a uccidere i loro assalitori e a giungere incolumi al campo cristiano. Il re acconsente a farsi curare dal saraceno e, dopo un paio di giorni di cure e di riposo assoluto, si ristabilisce. Kenneth deve fronteggiare gli inglesi che vogliono penetrare nella tenda reale, convinti dal subdolo Sir Giles Amaury che Riccardo sia morto: ma, davanti al re che appare guarito, si ristabilisce anche la pace nel campo. Sir Giles, però, non si dà per vinto: la carta vincente gli sembra quella di dividere Riccardo dal fedele Kenneth. Il giovane cavaliere, infatti, ama riamato la nobilissima Edith. Quando il re scopre la loro relazione, reagisce in modo violento, non ammettendo che un semplice cavaliere aspiri a una discendente dei Plantageneti. Sfida così Kenneth a duello, in quello che viene considerato il giudizio di Dio. Il cavaliere che vincerà la sfida, dimostrerà di avere dio dalla sua parte. Per ben due volte Kenneth ha alla sua mercé il re, ma ogni volta gli consente di riprendere il duello che Riccardo ha voluto all'ultimo sangue. La terza volta, però, è Riccardo a far cadere lo scozzese: sta già per vibrargli il colpo mortale quando il medico saraceno, vedendo che Edith sta tremando per la sorte dell'amato, lo ferma, chiedendo ciò che Riccardo gli aveva promesso di dargli in cambio della sua guarigione: qualsiasi cosa avesse voluto. E ora lui richiede come premio la vita di Kenneth.
Il giovane scozzese, ripudiato dai suoi, si risveglia nella tenda di Ilderim che gli racconta di come Riccardo lo abbia lasciato a lui. Poi, dopo avergli rivelato di essere in realtà proprio Saladino, gli chiede di farsi ambasciatore per recarsi nel campo cristiano con una scorta. Durante l'incontro che ha con il re - che, sul momento non l'ha ancora riconosciuto - Kenneth gli chiede la mano di Edith per Saladino. Entusiasta per quella che gli pare una sagace mossa politica, Riccardo - che ha ormai dimenticato l'offesa che sembrava aver patito dallo scozzese - accoglie con gioia il ritorno del suo cavaliere e vorrebbe accettare il patto del Saladino anche a nome della nipote. Ma Kenneth dichiara che il Saladino vuole che sia la stessa Edith a decidere, altrimenti il patto non avrà valore. Edith, che ha sentito tutto, si sente tradita da Kenneth e non vuole neanche essere considerata merce di scambio. Intanto i baroni traditori penetrano nella tenda dove i musulmani stanno in preghiera e li sterminano senza pietà; poi, presi i loro abiti, si presentano così travestiti da lady Edith e la rapiscono.
Convinti che sia stata la scorta dei saraceni a rapire lady Edith, Kenneth si lancia verso il campo di Saladino che ha messo le sue tende nelle vicinanze. Ma il saraceno si dimostra ignaro e stupefatto. Sarà Riccardo, giunto in quel momento, a chiarire la situazione: sono stati i baroni cristiani a rapire, travestiti, la nipote che ora tengono come ostaggio prezioso. Saladino, con i suoi falconieri, fa giungere un messaggio che mette in allerta i suoi, disposti lungo il sentiero che dal campo cristiano conduce al castello dei baroni, strada dove dovrà transitare il gruppo dei rapitori. Saladino, in sella a uno dei suoi velocissimi stalloni arabi, giunge alle spalle dei cavalieri che sono ancora vestiti con i mantelli dei saraceni uccisi. Facendosi passare per uno del gruppo, prende Edith in sella con lui e poi, lasciando che gli altri vadano a cadere nella trappola che ha loro preparato, si defila dal gruppo e porta in salvo la rapita. Intanto Kenneth, sempre all'inseguimento del suo nemico, riesce a ingaggiare un duello con sir Giles che cerca scampo nella fuga. Riccardo, giunto nel punto dove Saladino ed Edith stanno assistendo all'ultima feroce battaglia, chiede al saraceno di far intervenire i suoi arcieri per salvare Kenneth. Ma Saladino rifiuta. Alla fine, quando Kenneth riuscirà ad avere la meglio sul suo avversario e a tagliare la corda per aprire agli altri crociati il ponte levatoio del castello, Saladino rinuncerà alla donna che ama per lasciarla libera di sposare Kenneth.

## Produzione
Il film venne prodotto dalla Warner Bros.

## Distribuzione
Distribuito dalla Warner Bros., venne presentato nelle sale USA il 7 agosto 1954.
Nel 1978, il film è stato inserito nella lista dei 50 peggiori film di sempre nel libro The Fifty Worst Films of All Time.